# 奥良人体育俱乐部
奧漢倫斯體育會（Sporting Clube Olhanense），是葡萄牙阿尔加维地区奥良的一个足球俱乐部，成立于1912年。主场为若泽·阿尔坎若体育场。该队现参加葡萄牙足球錦標聯賽。

## 历史
奥良人早在在1923-24赛季即赢得过当时的葡萄牙锦标赛（葡萄牙杯前身）冠军。此后在1941年赢得了阿尔加维地区足球联赛冠军后，成为第一支参加葡萄牙甲级联赛（葡萄牙足球超级联赛前身）的阿尔加维球队。在1945-46赛季取得联赛第四名的历史最佳成绩。不过在1950-51赛季，球队在连续征战顶级联赛十年后，不幸降入次级联赛。
之后奥良人又五次出现于顶级联赛，但在1975年之后便长期无缘顶级联赛行列。2009年5月，在前波尔图中卫若热·科斯塔的带领下1-0击败贡多马尔，事隔34年重新回到葡萄牙足球超级联赛。近年由于同区的法鲁人队降入葡萄牙三级联赛，奥良人和波尔蒂芒人也成为了阿尔加维地区的代表球队。

## 球会荣誉
- 葡萄牙盃
  - 冠军：1923–24
- 葡萄牙足球甲级联赛
  - 冠军：2008–09